# Boy Trip
Fokele Hendrik Pieter (Boy) Trip (Amersfoort, 10 oktober 1921 - Amsterdam, 26 januari 1990) was een Nederlands bestuurder en politicus.
Trip was een PPR-minister en -senator. Hij was afkomstig uit het bedrijfsleven (IFF) en daarna bestuursvoorzitter van de universiteit van Utrecht. Hij weigerde in 1972 nog een plaats in het schaduwkabinet-Den Uyl, maar trad wel toe tot het kabinet-Den Uyl. Hij was daarin als minister van Wetenschapsbeleid de minst opvallende minister. Met Van Doorn had hij wel de nodige invloed op de besluitvorming, onder andere bij het besluit de Oosterschelde niet af te sluiten. Hij legde zijn wetenschapsbeleid vast in een nota, die brede steun kreeg. Na zijn ministerschap werd hij senator.
Trip was voorzitter van het College van Bestuur van de Rijksuniversiteit Utrecht van 1 september 1972 tot 11 mei 1973 en later voorzitter van het bestuur van het Academisch Ziekenhuis van Amsterdam van 1982 tot 26 januari 1990.
Trip hield als minister een dagboek bij; dit werd, uitgebreid met interviews met toenmalige collega's, door zijn kleindochter A. Akkermans postuum gepubliceerd als Ministerraad op vrijdag (2014).
- Biografisch Portaal: 06622465
- International Standard Name Identifier: 0000 0000 4132 3982
- Library of Congress Control Number: n90722622
- Nederlandse Thesaurus van Auteursnamen: 074961934
- Parlement.com: vg09llfxv9yz
- Virtual International Authority File: 48397641
- WorldCat: E39PBJhX7XChJfpccdcVXwMdcP